# Victoria Smurfit
Victoria Smurfit (Dublino, 31 marzo 1974) è un'attrice irlandese, nota per il ruolo di Crudelia De Mon nella serie televisiva C'era una volta.

## Biografia
Victoria Smurfit è parte della famiglia Smurfit, una delle più ricche in Irlanda, che sponsorizza eventi sportivi. Ha studiato presso due scuole anglicane presso Dublino e in Inghilterra, per proseguire con studi teatrali nella scuola teatrale di Bristol.
Ha raggiunta la notorietà grazie al ruolo di Orla O'Connell nella serie televisiva Ballykissangel dalla quarta alla quinta stagione. Successivamente è apparsa in piccoli ruoli in film noti come The Beach, About a Boy - Un ragazzo e Il monaco. Più recentemente è apparsa nel personaggio di Lady Jane nella serie televisiva horror Dracula per la NBC e in quello della malvagia Crudelia De Mon nella serie televisiva C'era una volta.

## Filmografia parziale

### Cinema
- Un sogno senza confini (The Run of the Country), regia di Peter Yates (1995)
- The Leading Man, regia di John Duigan (1996)
- Un inguaribile romantico (So this is Romance?), regia di Kevin W. Smith (1997)
- The Beach, regia di Danny Boyle (2000)
- About a Boy - Un ragazzo (About a Boy), regia di Chris Weitz e Paul Weitz (2002)
- Il monaco (Bulletproof Monk), regia di Paul Hunter (2003)
- Among Ravens, regia di Russell Friedenberg e Randy Redroad (2014)

### Televisione
- Ivanhoe – serie TV, 6 episodi (1997)
- Berkeley Square – serie TV, 10 episodi (1998)
- Ballykissangel – serie TV, 24 episodi (1998-1999)
- Square North – serie TV, 10 episodi (2000)
- Cold Feet – serie TV, 3 episodi (2000-2001)
- I cercatori di conchiglie (The Shell Seekers), regia di Piers Haggard – film TV (2006)
- The Clinic – serie TV, 5 episodi (2009)
- Una luna di miele tutta sua... (Honeymoon for One), regia di Kevin Connor – film TV (2011)
- Dracula – serie TV, 10 episodi (2013)
- The Mentalist – serie TV, episodio 6x22 (2014)
- Marcella – serie TV, 7 episodi (2018)
- C'era una volta (Once Upon a Time) – serie TV, 15 episodi (2014-2018)
- Strike Back – serie TV, episodi 7x05-7x06 (2019)
- Il giro del mondo in 80 giorni (Around the World in 80 Days) - miniserie TV, episodio 1x05 (2021)
- L'uomo che cadde sulla Terra (The Man Who Fell to Earth) – serie TV, episodi 1x05-1x07-1x10 (2022)
- Bloodlands – serie TV, 6 episodi (2022)
- Rivals – serie TV, 8 episodi (2024)

## Doppiatrici italiane
Nelle versioni in italiano delle opere in cui ha recitato, Victoria Smurfit è stata doppiata da:
- Roberta Paladini in C'era una volta, Marcella
- Chiara Colizzi in Il giro del mondo in 80 giorni, Rivals
- Ughetta D'Onorascenzo in L'uomo che cadde sulla Terra
- Claudia Razzi in About a Boy - Un ragazzo
- Francesca Fiorentini ne Il monaco
- Michela Alborghetti in The Mentalist
- Claudia Catani in Dracula